# Rövidpályás gyorskorcsolya a 2020. évi téli ifjúsági olimpiai játékokon
A 2020. évi téli ifjúsági olimpiai játékokon a rövidpályás gyorskorcsolya versenyszámait január 18-án, 20-án és 22-én rendezték a Lausanne-i Skating Arenában.

## A versenyszámok időrendje
A rövidpályás gyorskorcsolya versenyek hivatalosan 3 versenynapból álltak. A versenyszámok eseményei helyi idő szerint (UTC +01:00):
| január 18., szombat                     | január 19., vasárnap                   | január 20., hétfő | január 21., kedd | január 22., szerda    |
| --------------------------------------- | -------------------------------------- | ----------------- | ---------------- | --------------------- |
| 9:50-10:20 Bemelegítés                  |                                        |                   |                  | 9:20-9:40 Bemelegítés |
| 9:50-10:20 Bemelegítés                  | 10:00-10:14 N.V.R.* – elődöntő         |                   |                  |                       |
|                                         | 10:29-10:36 N.V.R.* – döntő            |                   |                  |                       |
| 11:00-11:32 Lányok 1000 m – előfutam    |                                        |                   |                  |                       |
| 11:32-12:04 Fiúk 1000 m – előfutam      | 11:50-12:20 Bemelegítés                |                   |                  |                       |
| 12:19-12:35 Lányok 1000 m – negyeddöntő | 11:50-12:20 Bemelegítés                |                   |                  |                       |
| 12:35-12:51 Fiúk 1000 m – negyeddöntő   |                                        |                   |                  |                       |
| 13:06-13:14 Lányok 1000 m – elődöntő    | 13:00-13:24 Lányok 500 m – előfutam    |                   |                  |                       |
| 13:14-13:22 Fiúk 1000 m – elődöntő      | 13:00-13:24 Lányok 500 m – előfutam    |                   |                  |                       |
| 13:37-13:45 Lányok 1000 m – döntő       | 13:24-13:48 Fiúk 500 m – előfutam      |                   |                  |                       |
| 13:46-13:55 Fiúk 1000 m – döntő         |                                        |                   |                  |                       |
|                                         | 14:03-14:15 Lányok 500 m – negyeddöntő |                   |                  |                       |
| 14:15-14:27 Fiúk 500 m – negyeddöntő    |                                        |                   |                  |                       |
| 14:42-14:48 Lányok 500 m – elődöntő     |                                        |                   |                  |                       |
| 14:48-14:54 Fiúk 500 m – elődöntő       |                                        |                   |                  |                       |
| 15:09-15:15 Lányok 500 m – döntő        |                                        |                   |                  |                       |
| 15:16-15:23 Fúk 500 m – döntő           |                                        |                   |                  |                       |

____
* N.V.R. – Nemzetek vegyes részvételei (MIX)

## A versenyen részt vevő nemzetek
A versenyen 32 nemzet 61 sportolója – 32 fiú és 29 lány – vett részt, az alábbi megbontásban:
| Részt vevő nemzetek fiú / lány megbontásban | Részt vevő nemzetek fiú / lány megbontásban | Részt vevő nemzetek fiú / lány megbontásban | Részt vevő nemzetek fiú / lány megbontásban | Részt vevő nemzetek fiú / lány megbontásban | Részt vevő nemzetek fiú / lány megbontásban | Részt vevő nemzetek fiú / lány megbontásban | Részt vevő nemzetek fiú / lány megbontásban | Részt vevő nemzetek fiú / lány megbontásban |
| ------------------------------------------- | ------------------------------------------- | ------------------------------------------- | ------------------------------------------- | ------------------------------------------- | ------------------------------------------- | ------------------------------------------- | ------------------------------------------- | ------------------------------------------- |
| nemzet                                      | F                                           | L                                           | nemzet                                      | F                                           | L                                           | nemzet                                      | F                                           | L                                           |
| Ausztrália (AUS)                            | 1                                           | 0                                           | Japán (JPN)                                 | 2                                           | 1                                           | Olaszország (ITA)                           | 1                                           | 1                                           |
| Ausztria (AUT)                              | 1                                           | 0                                           | Kanada (CAN)                                | 1                                           | 1                                           | Oroszország (RUS)                           | 2                                           | 1                                           |
| Belgium (BEL)                               | 1                                           | 0                                           | Kazahsztán (KAZ)                            | 1                                           | 1                                           | Szlovákia (SVK)                             | 0                                           | 1                                           |
| Bulgária (BUL)                              | 1                                           | 0                                           | Kína (CHN)                                  | 2                                           | 1                                           | Svájc (SUI)                                 | 1                                           | 1                                           |
| Csehország (CZE)                            | 0                                           | 1                                           | Lengyelország (POL)                         | 1                                           | 2                                           | Szerbia (SRB)                               | 0                                           | 1                                           |
| Dél-Korea (KOR)                             | 2                                           | 2                                           | Lettország (LAT)                            | 1                                           | 1                                           | Szingapúr (SIN)                             | 1                                           | 1                                           |
| Egyesült Államok (USA)                      | 1                                           | 2                                           | Luxemburg (LUX)                             | 0                                           | 1                                           | Tajvan (TPE)                                | 1                                           | 1                                           |
| Franciaország (FRA)                         | 1                                           | 1                                           | Magyarország (HUN)                          | 1                                           | 1                                           | Thaiföld (THA)                              | 1                                           | 0                                           |
| Fülöp-szigetek (PHI)                        | 1                                           | 0                                           | Malajzia (MAS)                              | 1                                           | 1                                           | Új-Zéland (NZL)                             | 1                                           | 0                                           |
| Hollandia (NED)                             | 1                                           | 2                                           | Nagy-Britannia (GBR)                        | 1                                           | 1                                           | Ukrajna (UKR)                               | 1                                           | 1                                           |
| Horvátország (CRO)                          | 1                                           | 1                                           | Németország (GER)                           | 1                                           | 1                                           |                                             |                                             |                                             |

F = fiú, L = lány

## Eredmények

### Éremtáblázat
(A táblázatokban az egyes számoszlopok legmagasabb értéke, vagy értékei vastagítással kiemelve.)
| A 2020. évi téli ifjúsági olimpiai játékok éremtáblázata rövidpályás gyorskorcsolyában | A 2020. évi téli ifjúsági olimpiai játékok éremtáblázata rövidpályás gyorskorcsolyában | A 2020. évi téli ifjúsági olimpiai játékok éremtáblázata rövidpályás gyorskorcsolyában | A 2020. évi téli ifjúsági olimpiai játékok éremtáblázata rövidpályás gyorskorcsolyában | A 2020. évi téli ifjúsági olimpiai játékok éremtáblázata rövidpályás gyorskorcsolyában | Olimpia  |
| -------------------------------------------------------------------------------------- | -------------------------------------------------------------------------------------- | -------------------------------------------------------------------------------------- | -------------------------------------------------------------------------------------- | -------------------------------------------------------------------------------------- | -------- |
|                                                                                        | Ország                                                                                 | Arany                                                                                  | Ezüst                                                                                  | Bronz                                                                                  | Összesen |
| 1.                                                                                     | Dél-Korea (KOR)                                                                        | 4                                                                                      | 3                                                                                      | 0                                                                                      | 7        |
| –                                                                                      | Nemzetek vegyes részvételei (MIX)                                                      | 1                                                                                      | 1                                                                                      | 1                                                                                      | 3        |
| 2.                                                                                     | Hollandia (NED)                                                                        | 0                                                                                      | 1                                                                                      | 0                                                                                      | 1        |
|                                                                                        |                                                                                        |                                                                                        |                                                                                        |                                                                                        |          |
| 3.                                                                                     | Kanada (CAN)                                                                           | 0                                                                                      | 0                                                                                      | 2                                                                                      | 2        |
| 3.                                                                                     | Kína (CHN)                                                                             | 0                                                                                      | 0                                                                                      | 2                                                                                      | 2        |
|                                                                                        |                                                                                        |                                                                                        |                                                                                        |                                                                                        |          |
| Összesen                                                                               | Összesen                                                                               | 4                                                                                      | 4                                                                                      | 4                                                                                      | 12       |

### Éremszerzők

#### Fiú
| A 2020. évi téli ifjúsági olimpiai játékok érmesei fiú rövidpályás gyorskorcsolyában |                                               |          |                                               |          |                                           |          |
| Versenyszám                                                                          | Arany                                         | Arany    | Ezüst                                         | Ezüst    | Bronz                                     | Bronz    |
| 500 m                                                                                | I Dzsongmin (Lee Jeongmin) · Dél-Korea (KOR)  | 40,772   | Csang Szongu (Jang Sungwoo) · Dél-Korea (KOR) | 41,000   | Csang Tien-ji (Zhang Tianyi) · Kína (CHN) | 48,570   |
| 1000 m                                                                               | Csang Szongu (Jang Sungwoo) · Dél-Korea (KOR) | 1:33,531 | I Dzsongmin (Lee Jeongmin) · Dél-Korea (KOR)  | 1:33,646 | Li Kung-csao (Li Kongchao) · Kína (CHN)   | 1:33,851 |

#### Lány
| A 2020. évi téli ifjúsági olimpiai játékok érmesei lány rövidpályás gyorskorcsolyában |                                          |          |                                              |          |                                  |          |
| Versenyszám                                                                           | Arany                                    | Arany    | Ezüst                                        | Ezüst    | Bronz                            | Bronz    |
| 500 m                                                                                 | Szo Hümin (Seo Whimin) · Dél-Korea (KOR) | 43,483   | Michelle Velzeboer · Hollandia (NED)         | 45,235   | Florence Brunelle · Kanada (CAN) | 45,314   |
| 1000 m                                                                                | Szo Hümin (Seo Whimin) · Dél-Korea (KOR) | 1:29,439 | Kim Cshanszo (Kim Chanseo) · Dél-Korea (KOR) | 1:29,538 | Florence Brunelle · Kanada (CAN) | 1:30,024 |

#### Vegyes
| A 2020. évi téli ifjúsági olimpiai játékok érmesei vegyes rövidpályás gyorskorcsolyában | |          | |          | |          |
| Versenyszám                                                                             | Arany | Arany    | Ezüst | Ezüst    | Bronz | Bronz    |
| Vegyes váltó                                                                            | Nemzetek vegyes részvételei (MIX) · (B-csapat) · Kim Cshanszo (Kim Chanseo) (KOR) · Diede van Oorschot (NED) · Mijata Sógo (JPN) · Jonathan So (USA) | 4:12,378 | Nemzetek vegyes részvételei (MIX) · (G-csapat) · Julija Beresznyeva (RUS) · Csang Huj (Chang Hui) (TPE) · Gabriel Volet (FRA) · Csang Szongu (Jang Sungwoo) (KOR) | 4:12,972 | Nemzetek vegyes részvételei (MIX) · (A-csapat) · Olivia Weedon (GBR) · Szo Hümin (Seo Whimin) (KOR) · Thomas Nadalini (ITA) · Ethan de Rose (NZL) | 4:16,115 |